# Pepsi NFL Rookie
Ogni fine settimana della stagione regolare della National Football League (NFL), tra i 5 migliori rookie viene scelto dai tifosi quello che si aggiudica il premio settimanale Pepsi NFL Rookie. Alla fine della stagione, tra i primi 5 che hanno totalizzato più punti viene scelto, sempre dai fan, quello che vincerà il titolo di miglior rookie della stagione. 
Dalla stagione 2002 alla 2008 il trofeo si chiamava Diet Pepsi NFL Rookie.
Il riconoscimento annuale è consegnato dalla stagione 2012 durante la cerimonia NFL Honors che si tiene nei giorni precedenti il Super Bowl.
Jayden Daniels detiene il record per il maggior numero di vittorie del premio settimanale, con 11 riconoscimenti avuti nella stagione 2024. Condividono il secondo posto, entrambi con 9 vittorie, Ben Roethlisberger (stagione 2004) e Justin Herbert (stagione 2020).

## 2024
Vincitori settimanali
| Settimana | Giocatore           | Ruolo         | Squadra               | Note   |
| --------- | ------------------- | ------------- | --------------------- | ------ |
| 1ª        | Jayden Daniels      | Quarterback   | Washington Commanders | [ 4 ]  |
| 2ª        | Braelon Allen       | Running back  | New York Jets         | [ 5 ]  |
| 3ª        | Jayden Daniels (2)  | Quarterback   | Washington Commanders | [ 6 ]  |
| 4ª        | Jayden Daniels (3)  | Quarterback   | Washington Commanders | [ 7 ]  |
| 5ª        | Jayden Daniels (4)  | Quarterback   | Washington Commanders | [ 8 ]  |
| 6ª        | Jayden Daniels (5)  | Quarterback   | Washington Commanders | [ 9 ]  |
| 7ª        | Keon Coleman        | Wide receiver | Buffalo Bills         | [ 10 ] |
| 8ª        | Jayden Daniels (6)  | Quarterback   | Washington Commanders | [ 11 ] |
| 9ª        | Jayden Daniels (7)  | Quarterback   | Washington Commanders | [ 12 ] |
| 10ª       | Bo Nix              | Quarterback   | Denver Broncos        | [ 13 ] |
| 11ª       | Bo Nix (2)          | Quarterback   | Denver Broncos        | [ 14 ] |
| 12ª       | Bo Nix (3)          | Quarterback   | Denver Broncos        | [ 15 ] |
| 13ª       | Jayden Daniels (8)  | Quarterback   | Washington Commanders | [ 16 ] |
| 14ª       | Tyrice Knight       | Linebacker    | Seattle Seahawks      | [ 17 ] |
| 15ª       | Jayden Daniels (9)  | Quarterback   | Washington Commanders | [ 18 ] |
| 16ª       | Jayden Daniels (10) | Quarterback   | Washington Commanders | [ 19 ] |
| 17ª       | Jayden Daniels (11) | Quarterback   | Washington Commanders | [ 20 ] |
| 18ª       | Mike Sainristil     | Cornerback    | Washington Commanders | [ 21 ] |

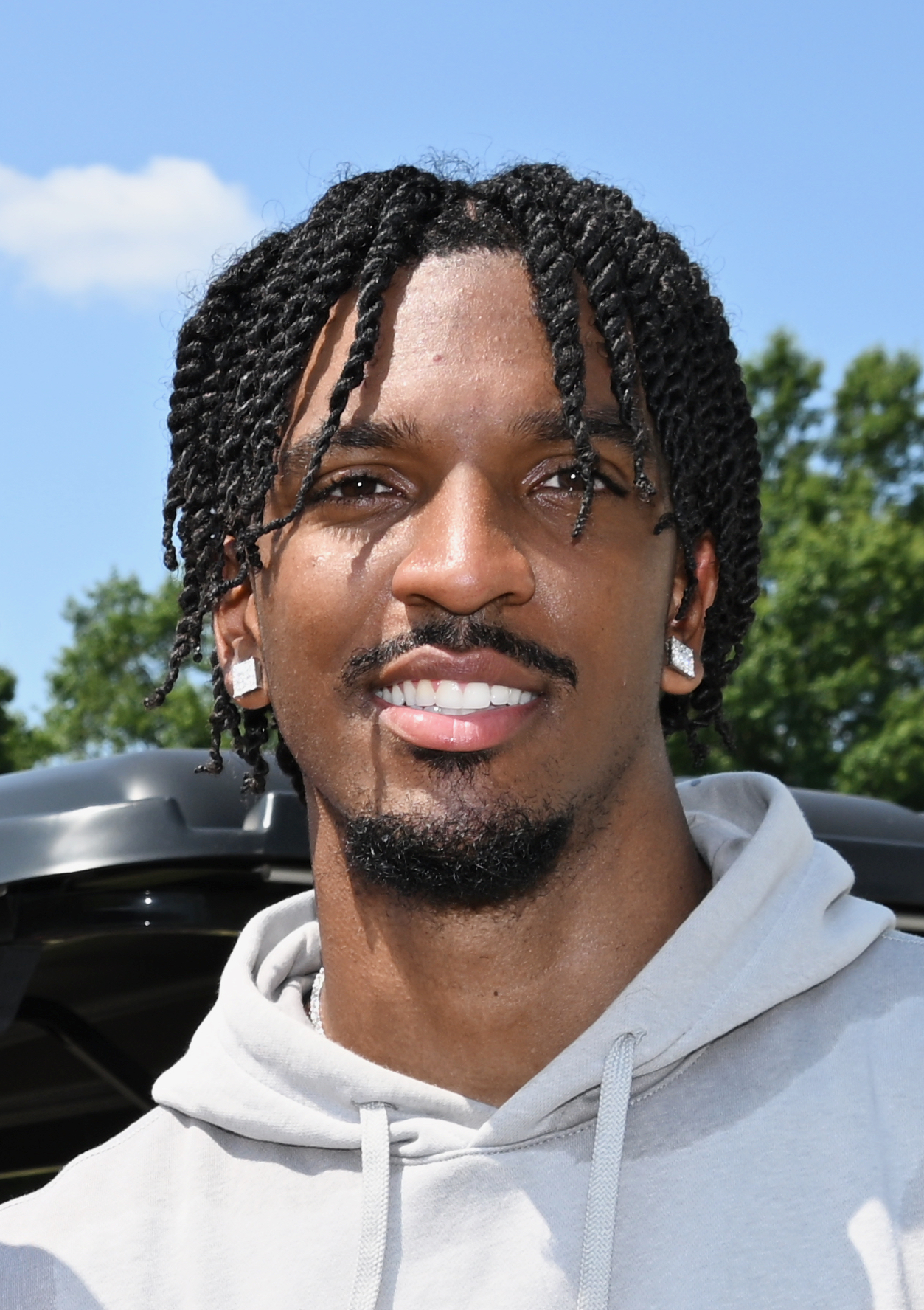
Jayden Daniels riconosciuto miglior rookie del 2024 dopo che stabilì anche il record di 11 vittorie settimanali

Vincitore della stagione regolare 2024
| Giocatore      | Ruolo       | Squadra               | Note   |
| -------------- | ----------- | --------------------- | ------ |
| Jayden Daniels | Quarterback | Washington Commanders | [ 22 ] |

## 2023
Vincitori settimanali
| Settimana | Giocatore         | Ruolo         | Squadra          | Note   |
| --------- | ----------------- | ------------- | ---------------- | ------ |
| 1ª        | Xavier Gipson     | Wide receiver | New York Jets    | [ 23 ] |
| 2ª        | Puka Nacua        | Wide receiver | Los Angeles Rams | [ 24 ] |
| 3ª        | De'Von Achane     | Running back  | Miami Dolphins   | [ 25 ] |
| 4ª        | Puka Nacua (2)    | Wide receiver | Los Angeles Rams | [ 26 ] |
| 5ª        | De'Von Achane (2) | Running back  | Miami Dolphins   |        |
| 6ª        | Byron Young       | Linebacker    | Los Angeles Rams | [ 27 ] |
| 7ª        | Puka Nacua (3)    | Wide receiver | Los Angeles Rams | [ 28 ] |
| 8ª        | Will Levis        | Quarterback   | Tennessee Titans | [ 29 ] |
| 9ª        | C.J. Stroud       | Quarterback   | Houston Texans   |        |
| 10ª       | C.J. Stroud (2)   | Quarterback   | Houston Texans   |        |
| 11ª       | Tommy DeVito      | Quarterback   | New York Giants  | [ 30 ] |
| 12ª       | Jalin Hyatt       | Wide receiver | New York Giants  | [ 31 ] |
| 13ª       | Sam LaPorta       | Tight end     | Detroit Lions    | [ 32 ] |
| 14ª       | Tommy DeVito (2)  | Quarterback   | New York Giants  | [ 33 ] |
| 15ª       | Sam LaPorta (2)   | Tight end     | Detroit Lions    | [ 34 ] |
| 16ª       | Puka Nacua (4)    | Wide receiver | Los Angeles Rams | [ 35 ] |
| 17ª       | Zay Flowers       | Wide receiver | Baltimore Ravens |        |
| 18ª       | C.J. Stroud (3)   | Quarterback   | Houston Texans   |        |

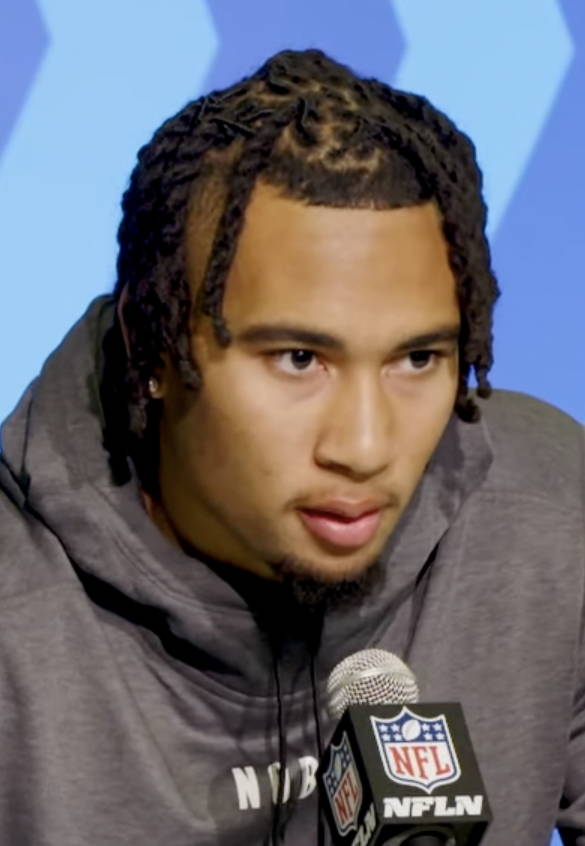
C.J. Stroud vincitore per la stagione 2023

Vincitore della stagione regolare 2023
| Giocatore   | Ruolo       | Squadra        | Note   |
| ----------- | ----------- | -------------- | ------ |
| C.J. Stroud | Quarterback | Houston Texans | [ 36 ] |

## 2022
Vincitori settimanali
| Settimana | Giocatore          | Ruolo              | Squadra               | Note   |
| --------- | ------------------ | ------------------ | --------------------- | ------ |
| 1ª        | Jahan Dotson       | Wide receiver      | Washington Commanders | [ 37 ] |
| 2ª        | Garrett Wilson     | Wide receiver      | New York Jets         | [ 38 ] |
| 3ª        | Romeo Doubs        | Wide receiver      | Green Bay Packers     | [ 39 ] |
| 4ª        | Breece Hall        | Running back       | New York Jets         | [ 40 ] |
| 5ª        | Sauce Gardner      | Cornerback         | New York Jets         | [ 41 ] |
| 6ª        | Breece Hall (2)    | Running back       | New York Jets         | [ 42 ] |
| 7ª        | Sauce Gardner (2)  | Cornerback         | New York Jets         | [ 43 ] |
| 8ª        | Garrett Wilson (2) | Wide receiver      | New York Jets         | [ 44 ] |
| 9ª        | Sauce Gardner (3)  | Cornerback         | New York Jets         | [ 45 ] |
| 10ª       | Christian Watson   | Wide receiver      | Green Bay Packers     | [ 46 ] |
| 11ª       | Aidan Hutchinson   | Defensive end      | Detroit Lions         | [ 47 ] |
| 12ª       | Garrett Wilson (3) | Wide receiver      | New York Jets         | [ 48 ] |
| 13ª       | Garrett Wilson (4) | Wide receiver      | New York Jets         | [ 49 ] |
| 14ª       | Zonovan Knight     | Running back       | New York Jets         | [ 50 ] |
| 15ª       | Jahan Dotson (2)   | Wide receiver      | Washington Commanders | [ 51 ] |
| 16ª       | Brock Purdy        | Quarterback        | San Francisco 49ers   | [ 52 ] |
| 17ª       | James Houston      | Outside linebacker | Detroit Lions         | [ 53 ] |
| 18ª       | Brock Purdy (2)    | Quarterback        | San Francisco 49ers   | [ 54 ] |

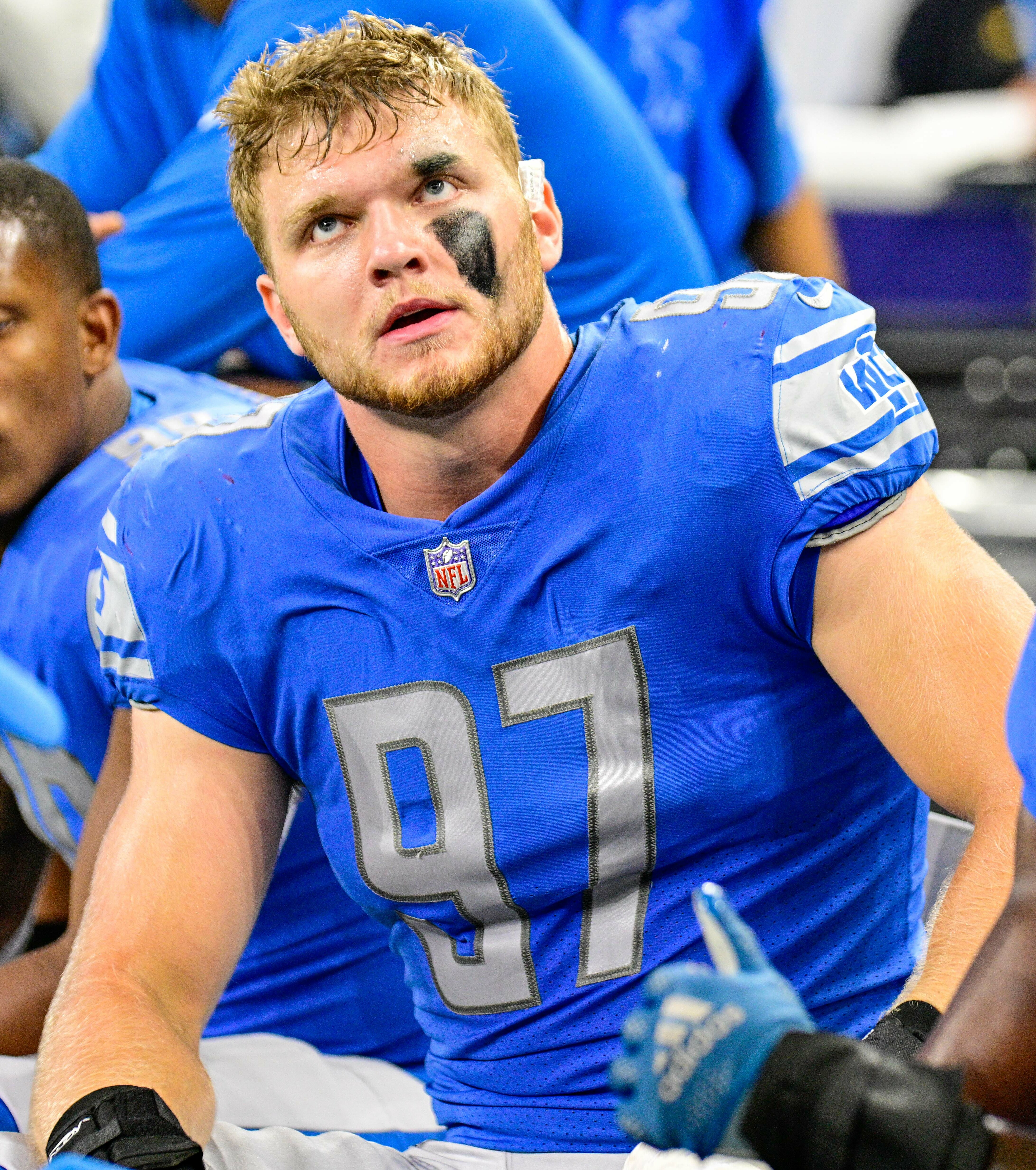
Aidan Hutchinson vincitore per la stagione 2022

Vincitore della stagione regolare 2022
| Giocatore        | Ruolo         | Squadra       | Note   |
| ---------------- | ------------- | ------------- | ------ |
| Aidan Hutchinson | Defensive end | Detroit Lions | [ 55 ] |

## 2021
Vincitori settimanali
| Settimana | Giocatore             | Ruolo         | Squadra              | Note   |
| --------- | --------------------- | ------------- | -------------------- | ------ |
| 1         | Ja'Marr Chase         | Wide receiver | Cincinnati Bengals   | [ 56 ] |
| 2         | Asante Samuel Jr.     | Cornerback    | Los Angeles Chargers | [ 57 ] |
| 3         | Asante Samuel Jr. (2) | Cornerback    | Los Angeles Chargers |        |
| 4         | Zach Wilson           | Quarterback   | New York Jets        | [ 58 ] |
| 5         | Ja'Marr Chase (2)     | Wide receiver | Cincinnati Bengals   | [ 59 ] |
| 6         | Ja'Marr Chase (3)     | Wide receiver | Cincinnati Bengals   |        |
| 7         | Ja'Marr Chase (4)     | Wide receiver | Cincinnati Bengals   |        |
| 8         | Micah Parsons         | Linebacker    | Dallas Cowboys       |        |
| 9         | Javonte Williams      | Running back  | Denver Broncos       | [ 60 ] |
| 10        | Micah Parsons (2)     | Linebacker    | Dallas Cowboys       |        |
| 11        | Elijah Moore          | Wide receiver | New York Jets        | [ 61 ] |
| 12        | Patrick Surtain II    | Cornerback    | Denver Broncos       |        |
| 13        | Zach Wilson (2)       | Quarterback   | New York Jets        |        |
| 14        | Micah Parsons (3)     | Linebacker    | Dallas Cowboys       |        |
| 15        | Brandin Echols        | Cornerback    | New York Jets        | [ 62 ] |
| 16        | Zach Wilson (3)       | Quarterback   | New York Jets        |        |
| 17        | Ja'Marr Chase (5)     | Wide receiver | Cincinnati Bengals   |        |

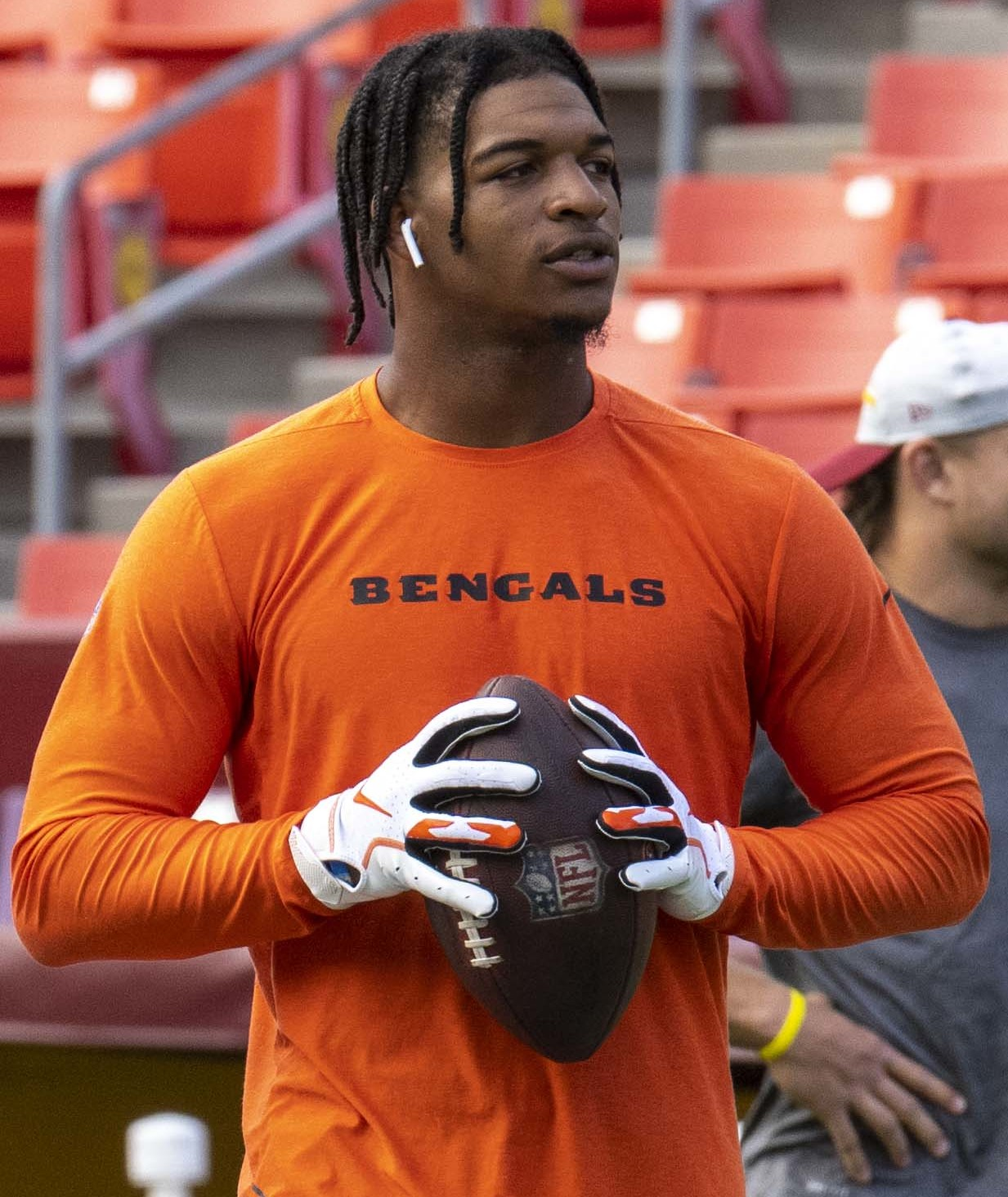
Ja'Marr Chase, il vincitore del 2021

Vincitore della stagione regolare 2021
| Giocatore     | Ruolo         | Squadra            |
| ------------- | ------------- | ------------------ |
| Ja'Marr Chase | Wide receiver | Cincinnati Bengals |

## 2020
Vincitori settimanali
| Settimana | Giocatore          | Ruolo            | Squadra                  | Note   |
| --------- | ------------------ | ---------------- | ------------------------ | ------ |
| 1         | C.J. Henderson     | Cornerback       | Jacksonville Jaguars     | [ 63 ] |
| 2         | Justin Herbert     | Quarterback      | Los Angeles Chargers     | [ 64 ] |
| 3         | Brandon Aiyuk      | Wide receiver    | San Francisco 49ers      | [ 65 ] |
| 4         | Justin Herbert (2) | Quarterback      | Los Angeles Chargers     |        |
| 5         | Justin Herbert (3) | Quarterback      | Los Angeles Chargers     | [ 66 ] |
| 6         | Justin Jefferson   | Wide receiver    | Minnesota Vikings        | [ 67 ] |
| 7         | Justin Herbert (4) | Quarterback      | Los Angeles Chargers     | [ 68 ] |
| 8         | Justin Herbert (5) | Quarterback      | Los Angeles Chargers     |        |
| 9         | Justin Herbert (6) | Quarterback      | Los Angeles Chargers     | [ 69 ] |
| 10        | Jedrick Wills      | Offensive tackle | Cleveland Browns         | [ 70 ] |
| 11        | Justin Herbert (7) | Quarterback      | Los Angeles Chargers     | [ 71 ] |
| 12        | Antonio Gibson     | Running back     | Washington Football Team |        |
| 13        | Tua Tagovailoa     | Quarterback      | Miami Dolphins           | [ 72 ] |
| 14        | Tua Tagovailoa (2) | Quarterback      | Miami Dolphins           |        |
| 15        | Justin Herbert (8) | Quarterback      | Los Angeles Chargers     |        |
| 16        | A.J. Dillon        | Running back     | Green Bay Packers        | [ 73 ] |
| 17        | Justin Herbert (9) | Quarterback      | Los Angeles Chargers     | [ 74 ] |

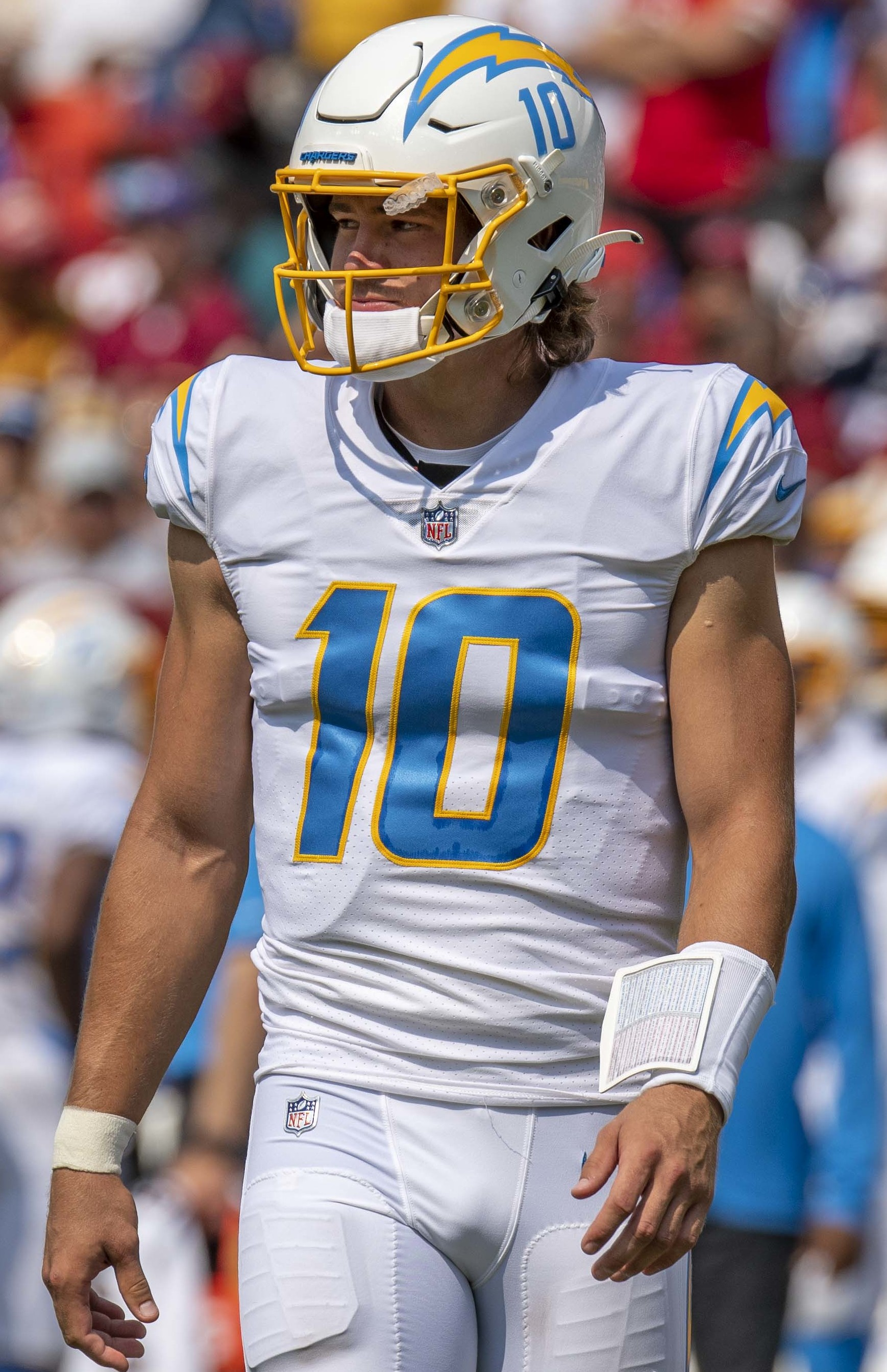
Justin Herbert, il vincitore del 2020

Vincitore della stagione regolare 2020
| Giocatore      | Ruolo       | Squadra              |
| -------------- | ----------- | -------------------- |
| Justin Herbert | Quarterback | Los Angeles Chargers |

## 2019
Vincitori settimanali
| Settimana | Giocatore           | Ruolo            | Squadra              | Note   |
| --------- | ------------------- | ---------------- | -------------------- | ------ |
| 1         | Gardner Minshew     | Quarterback      | Jacksonville Jaguars | [ 75 ] |
| 2         | Chase Winovich      | Defensive end    | New England Patriots | [ 76 ] |
| 3         | Gardner Minshew (2) | Quarterback      | Jacksonville Jaguars | [ 77 ] |
| 4         | Gardner Minshew (3) | Quarterback      | Jacksonville Jaguars | [ 78 ] |
| 5         | Gardner Minshew (4) | Quarterback      | Jacksonville Jaguars | [ 79 ] |
| 6         | Kyler Murray        | Quarterback      | Arizona Cardinals    | [ 80 ] |
| 7         | Gardner Minshew (5) | Quarterback      | Jacksonville Jaguars | [ 81 ] |
| 8         | Gardner Minshew (6) | Quarterback      | Jacksonville Jaguars | [ 82 ] |
| 9         | D.K. Metcalf        | Wide receiver    | Seattle Seahawks     | [ 83 ] |
| 10        | Josh Jacobs         | Running back     | Oakland Raiders      | [ 84 ] |
| 11        | Maxx Crosby         | Defensive end    | Oakland Raiders      | [ 85 ] |
| 12        | Devin Singletary    | Running back     | Buffalo Bills        | [ 86 ] |
| 13        | Ed Oliver           | Defensive tackle | Buffalo Bills        | [ 87 ] |
| 14        | Drew Lock           | Quarterback      | Denver Broncos       | [ 88 ] |
| 15        | Dwayne Haskins      | Quarterback      | Washington Redskins  | [ 89 ] |
| 16        | Daniel Jones        | Quarterback      | New York Giants      | [ 90 ] |
| 17        | Gardner Minshew (7) | Quarterback      | Jacksonville Jaguars | [ 91 ] |

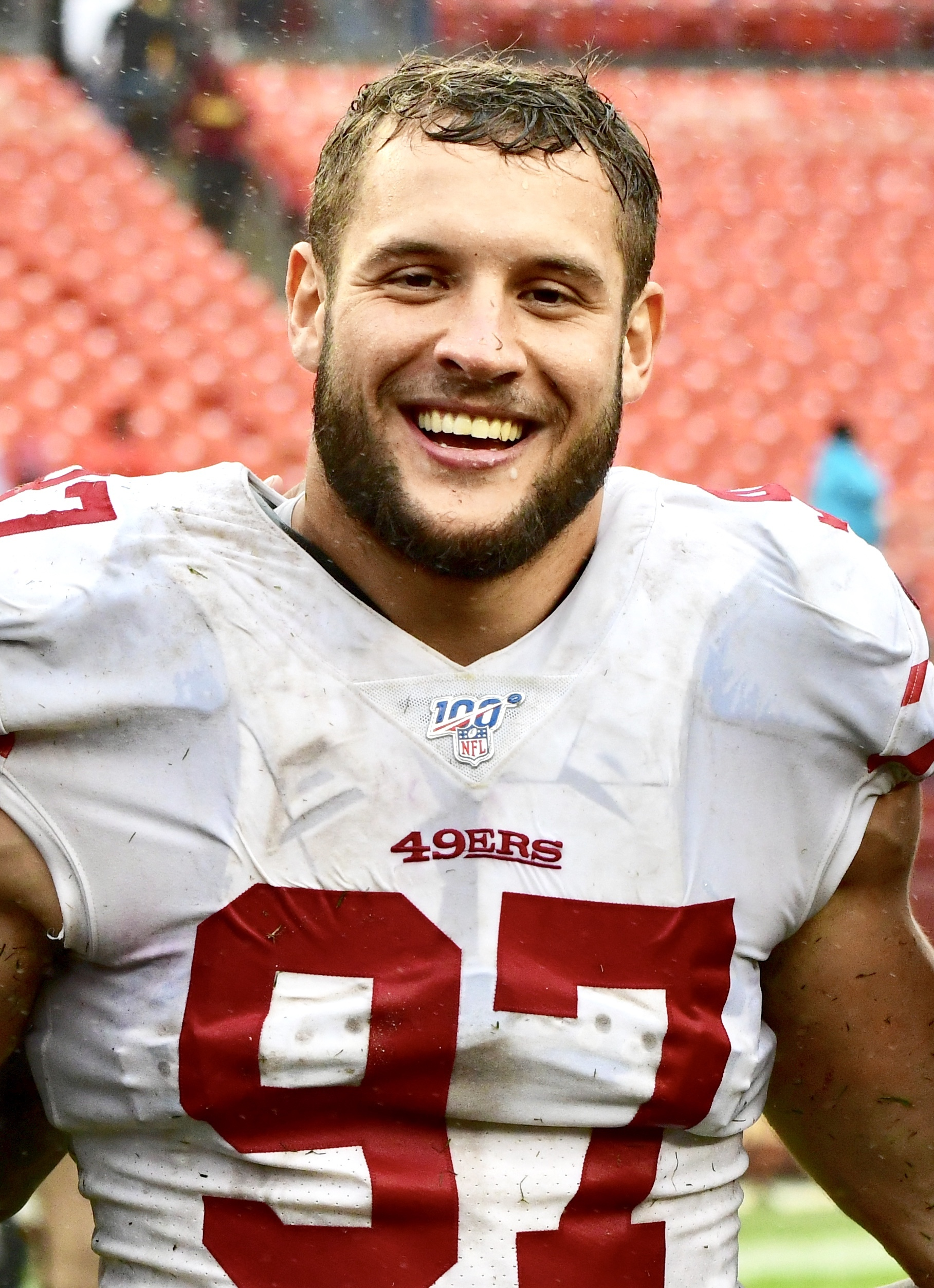
Il vincitore del 2019 Nick Bosa

Vincitore della stagione regolare 2019
| Giocatore | Ruolo         | Squadra             |
| --------- | ------------- | ------------------- |
| Nick Bosa | Defensive end | San Francisco 49ers |

## 2018
Vincitori settimanali
| Settimana | Giocatore          | Ruolo         | Squadra             | Note    |
| --------- | ------------------ | ------------- | ------------------- | ------- |
| 1         | Denzel Ward        | Cornerback    | Cleveland Browns    | [ 92 ]  |
| 2         | Darius Leonard     | Linebacker    | Indianapolis Colts  | [ 93 ]  |
| 3         | Baker Mayfield     | Quarterback   | Cleveland Browns    | [ 94 ]  |
| 4         | Nick Chubb         | Running back  | Cleveland Browns    | [ 95 ]  |
| 5         | Denzel Ward (2)    | Cornerback    | Cleveland Browns    | [ 96 ]  |
| 6         | Saquon Barkley     | Running back  | New York Giants     | [ 97 ]  |
| 7         | Baker Mayfield (2) | Quarterback   | Cleveland Browns    | [ 98 ]  |
| 8         | Darius Leonard (2) | Linebacker    | Indianapolis Colts  | [ 99 ]  |
| 9         | Baker Mayfield (3) | Quarterback   | Cleveland Browns    | [ 100 ] |
| 10        | Nick Chubb (2)     | Running back  | Cleveland Browns    | [ 101 ] |
| 11        | Tre'Quan Smith     | Wide receiver | New Orleans Saints  | [ 102 ] |
| 12        | Baker Mayfield (4) | Quarterback   | Cleveland Browns    | [ 103 ] |
| 13        | Phillip Lindsay    | Running back  | Denver Broncos      | [ 104 ] |
| 14        | Baker Mayfield (5) | Quarterback   | Cleveland Browns    | [ 105 ] |
| 15        | Jaylen Samuels     | Running back  | Pittsburgh Steelers | [ 106 ] |
| 16        | Baker Mayfield (6) | Quarterback   | Cleveland Browns    | [ 107 ] |
| 17        | Baker Mayfield (7) | Quarterback   | Cleveland Browns    | [ 108 ] |

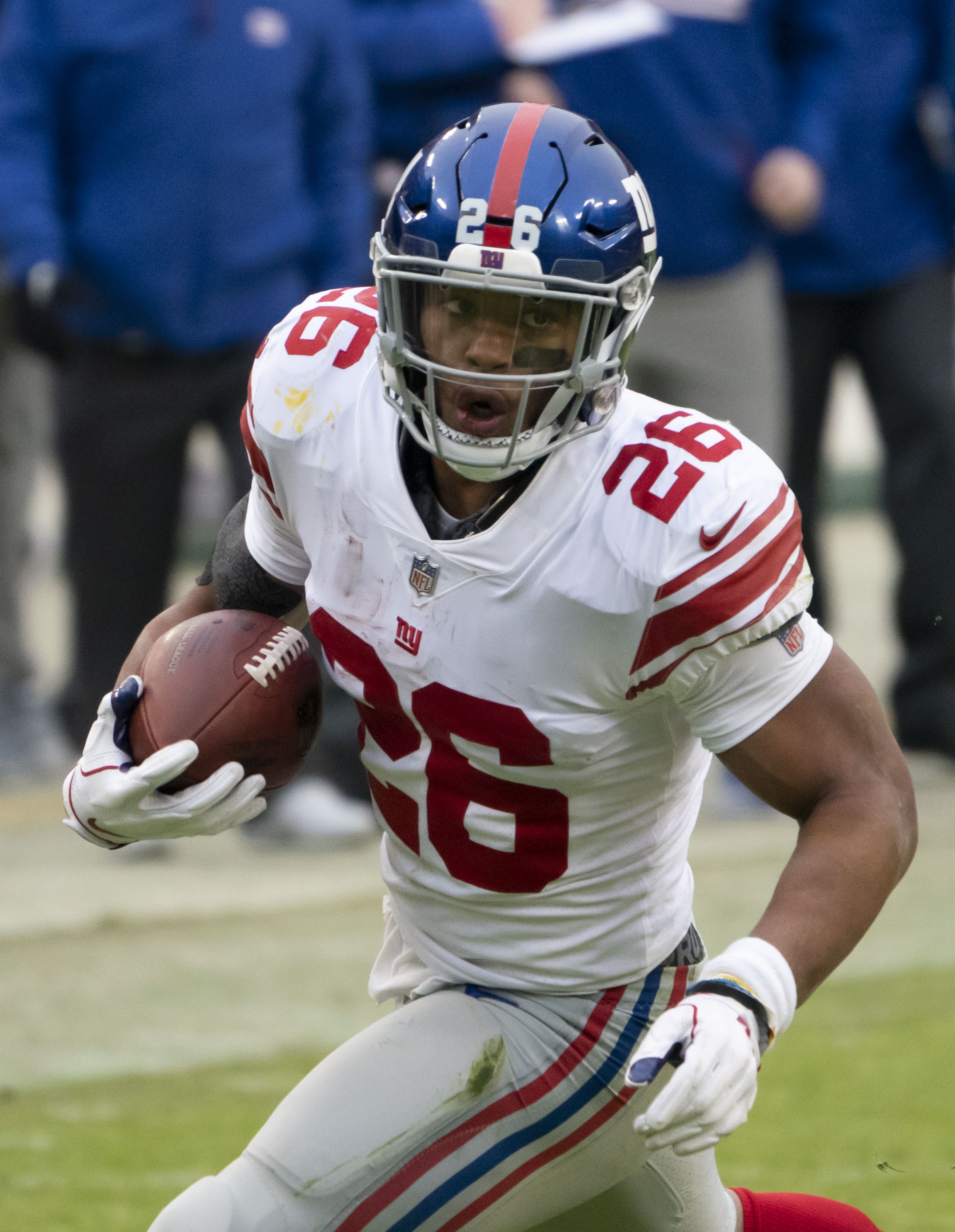
Saquon Barkley, vincitore del 2018

Vincitore della stagione regolare 2018
| Giocatore      | Ruolo        | Squadra         |
| -------------- | ------------ | --------------- |
| Saquon Barkley | Running back | New York Giants |

## 2017
Vincitori settimanali
| Settimana | Giocatore             | Ruolo        | Squadra             | Note    |
| --------- | --------------------- | ------------ | ------------------- | ------- |
| 1         | Kareem Hunt           | Running back | Kansas City Chiefs  | [ 109 ] |
| 2         | Tyus Bowser           | Linebacker   | Baltimore Ravens    | [ 110 ] |
| 3         | Jake Elliott          | Placekicker  | Philadelphia Eagles | [ 111 ] |
| 4         | Alvin Kamara          | Running back | New Orleans Saints  | [ 112 ] |
| 5         | Aaron Jones           | Running back | Green Bay Packers   | [ 113 ] |
| 6         | Marshon Lattimore     | Cornerback   | New Orleans Saints  | [ 114 ] |
| 7         | Aaron Jones (2)       | Running back | Green Bay Packers   | [ 115 ] |
| 8         | Marshon Lattimore (2) | Cornerback   | New Orleans Saints  | [ 116 ] |
| 9         | Alvin Kamara (2)      | Running back | New Orleans Saints  | [ 117 ] |
| 10        | Alvin Kamara (3)      | Running back | New Orleans Saints  | [ 118 ] |
| 11        | Alvin Kamara (4)      | Running back | New Orleans Saints  | [ 119 ] |
| 12        | Alvin Kamara (5)      | Running back | New Orleans Saints  | [ 120 ] |
| 13        | Alvin Kamara (6)      | Running back | New Orleans Saints  | [ 121 ] |
| 14        | Jamaal Williams       | Running back | Green Bay Packers   | [ 122 ] |
| 15        | Marshon Lattimore (3) | Cornerback   | New Orleans Saints  | [ 123 ] |
| 16        | Marshon Lattimore (4) | Cornerback   | New Orleans Saints  | [ 124 ] |
| 17        | Alvin Kamara (7)      | Running back | New Orleans Saints  | [ 125 ] |

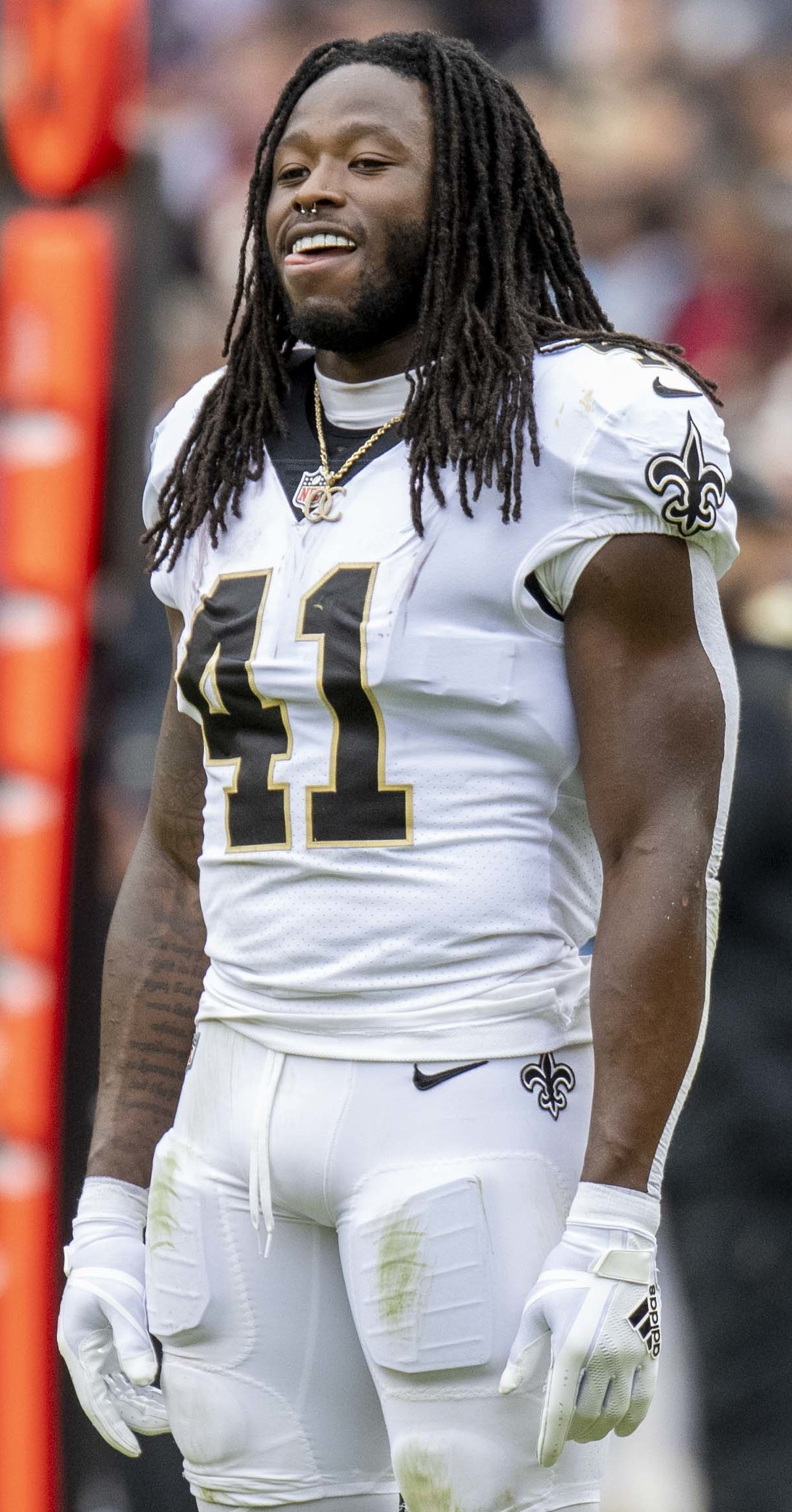
Alvin Kamara, vincitore del 2017

Vincitore della stagione regolare 2017
| Giocatore    | Ruolo        | Squadra            |
| ------------ | ------------ | ------------------ |
| Alvin Kamara | Running back | New Orleans Saints |

## 2016
Vincitori settimanali
| Settimana | Giocatore           | Ruolo         | Squadra              | Note    |
| --------- | ------------------- | ------------- | -------------------- | ------- |
| 1         | Carson Wentz        | Quarterback   | Philadelphia Eagles  | [ 126 ] |
| 2         | Corey Coleman       | Wide receiver | Cleveland Browns     | [ 127 ] |
| 3         | Carson Wentz (2)    | Quarterback   | Philadelphia Eagles  | [ 128 ] |
| 4         | Dak Prescott        | Quarterback   | Dallas Cowboys       | [ 129 ] |
| 5         | Carson Wentz (3)    | Quarterback   | Philadelphia Eagles  | [ 130 ] |
| 6         | Jatavis Brown       | Linebacker    | San Diego Chargers   | [ 131 ] |
| 7         | Joey Bosa           | Defensive end | San Diego Chargers   | [ 132 ] |
| 8         | Dak Prescott (2)    | Quarterback   | Dallas Cowboys       | [ 133 ] |
| 9         | Dak Prescott (3)    | Quarterback   | Dallas Cowboys       | [ 134 ] |
| 10        | Ezekiel Elliott     | Running back  | Dallas Cowboys       | [ 135 ] |
| 11        | Dak Prescott (4)    | Quarterback   | Dallas Cowboys       | [ 136 ] |
| 12        | Noah Spence         | Defensive end | Tampa Bay Buccaneers | [ 137 ] |
| 13        | Ezekiel Elliott (2) | Running back  | Dallas Cowboys       | [ 138 ] |
| 14        | Ezekiel Elliott (3) | Running back  | Dallas Cowboys       | [ 139 ] |
| 15        | Ezekiel Elliott (4) | Running back  | Dallas Cowboys       | [ 140 ] |
| 16        | Dak Prescott (5)    | Quarterback   | Dallas Cowboys       | [ 141 ] |

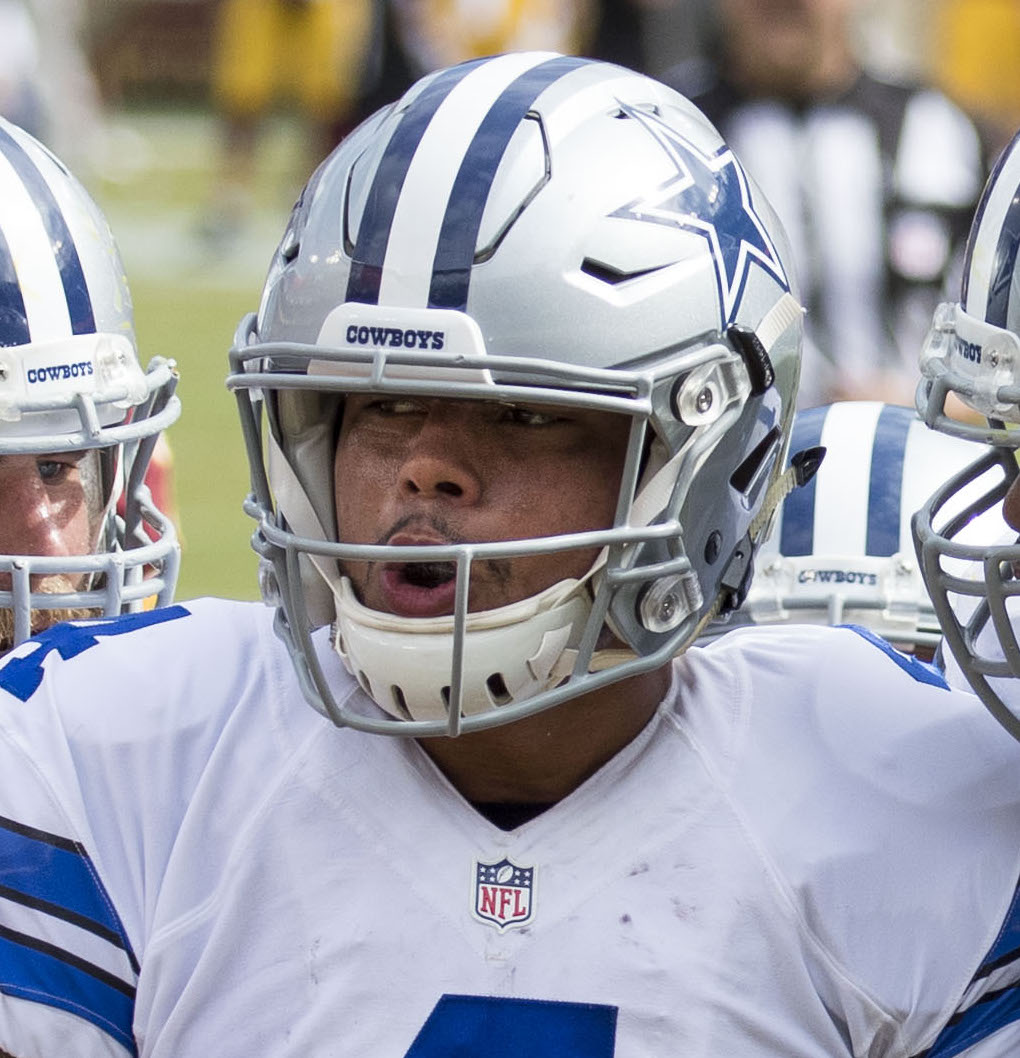
Dak Prescott, vincitore della stagione 2016

Vincitore della stagione regolare 2016
| Giocatore    | Ruolo       | Squadra        |
| ------------ | ----------- | -------------- |
| Dak Prescott | Quarterback | Dallas Cowboys |

## 2015
Vincitori settimanali
| Settimana | Giocatore          | Ruolo         | Squadra              | Note    |
| --------- | ------------------ | ------------- | -------------------- | ------- |
| 1         | Marcus Mariota     | Quarterback   | Tennessee Titans     | [ 142 ] |
| 2         | Jameis Winston     | Quarterback   | Tampa Bay Buccaneers | [ 143 ] |
| 3         | Kwon Alexander     | Linebacker    | Tampa Bay Buccaneers | [ 144 ] |
| 4         | Todd Gurley        | Running back  | St. Louis Rams       | [ 145 ] |
| 5         | Jameis Winston (2) | Quarterback   | Tampa Bay Buccaneers | [ 146 ] |
| 6         | Stefon Diggs       | Wide receiver | Minnesota Vikings    | [ 147 ] |
| 7         | Amari Cooper       | Wide receiver | Oakland Raiders      | [ 148 ] |
| 8         | Kwon Alexander (2) | Linebacker    | Tampa Bay Buccaneers | [ 149 ] |
| 9         | Amari Cooper (2)   | Wide receiver | Oakland Raiders      | [ 150 ] |
| 10        | Mario Edwards Jr.  | Defensive end | Oakland Raiders      | [ 151 ] |
| 11        | Jameis Winston (3) | Quarterback   | Tampa Bay Buccaneers | [ 152 ] |
| 12        | Amari Cooper (3)   | Wide receiver | Oakland Raiders      | [ 153 ] |
| 13        | Thomas Rawls       | Running back  | Seattle Seahawks     | [ 154 ] |
| 14        | Tyler Lockett      | Wide receiver | Seattle Seahawks     | [ 155 ] |
| 15        | Amari Cooper (4)   | Wide receiver | Oakland Raiders      | [ 156 ] |
| 16        | Preston Smith      | Linebacker    | Washington Redskins  | [ 157 ] |
| 17        | Tyler Lockett      | Wide receiver | Seattle Seahawks     | [ 158 ] |

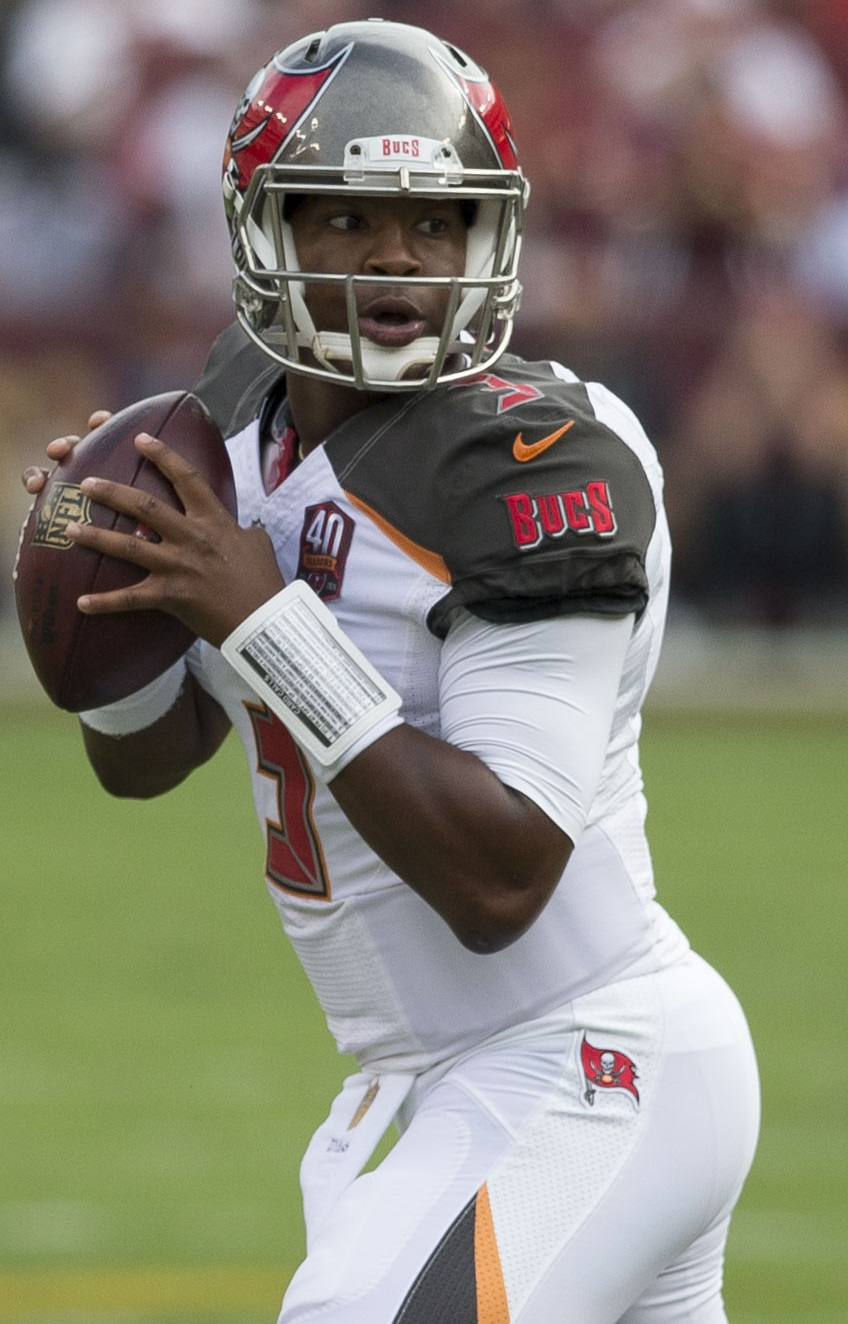
Jameis Winston, vincitore del 2015

Vincitore della stagione regolare 2015
| Giocatore      | Ruolo       | Squadra              |
| -------------- | ----------- | -------------------- |
| Jameis Winston | Quarterback | Tampa Bay Buccaneers |

## 2014
Vincitori settimanali
| Settimana | Giocatore             | Ruolo         | Squadra             |
| --------- | --------------------- | ------------- | ------------------- |
| 1         | Kelvin Benjamin       | Wide receiver | Carolina Panthers   |
| 2         | Sammy Watkins         | Wide receiver | Buffalo Bills       |
| 3         | Kyle Fuller           | Cornerback    | Chicago Bears       |
| 4         | Teddy Bridgewater     | Quarterback   | Minnesota Vikings   |
| 5         | Branden Oliver        | Running back  | San Diego Chargers  |
| 6         | Branden Oliver (2)    | Running back  | San Diego Chargers  |
| 7         | Sammy Watkins (2)     | Wide receiver | Buffalo Bills       |
| 8         | Sammy Watkins (3)     | Wide receiver | Buffalo Bills       |
| 9         | Jeremy Hill           | Running back  | Cincinnati Bengals  |
| 10        | Chris Borland         | Linebacker    | San Francisco 49ers |
| 11        | Chris Borland (2)     | Linebacker    | San Francisco 49ers |
| 12        | Odell Beckham         | Wide receiver | New York Giants     |
| 13        | Teddy Bridgewater (2) | Quarterback   | Minnesota Vikings   |
| 14        | Derek Carr            | Quarterback   | Oakland Raiders     |
| 15        | Odell Beckham (2)     | Wide receiver | New York Giants     |
| 16        | Odell Beckham (3)     | Wide receiver | New York Giants     |
| 17        | Odell Beckham (4)     | Wide receiver | New York Giants     |

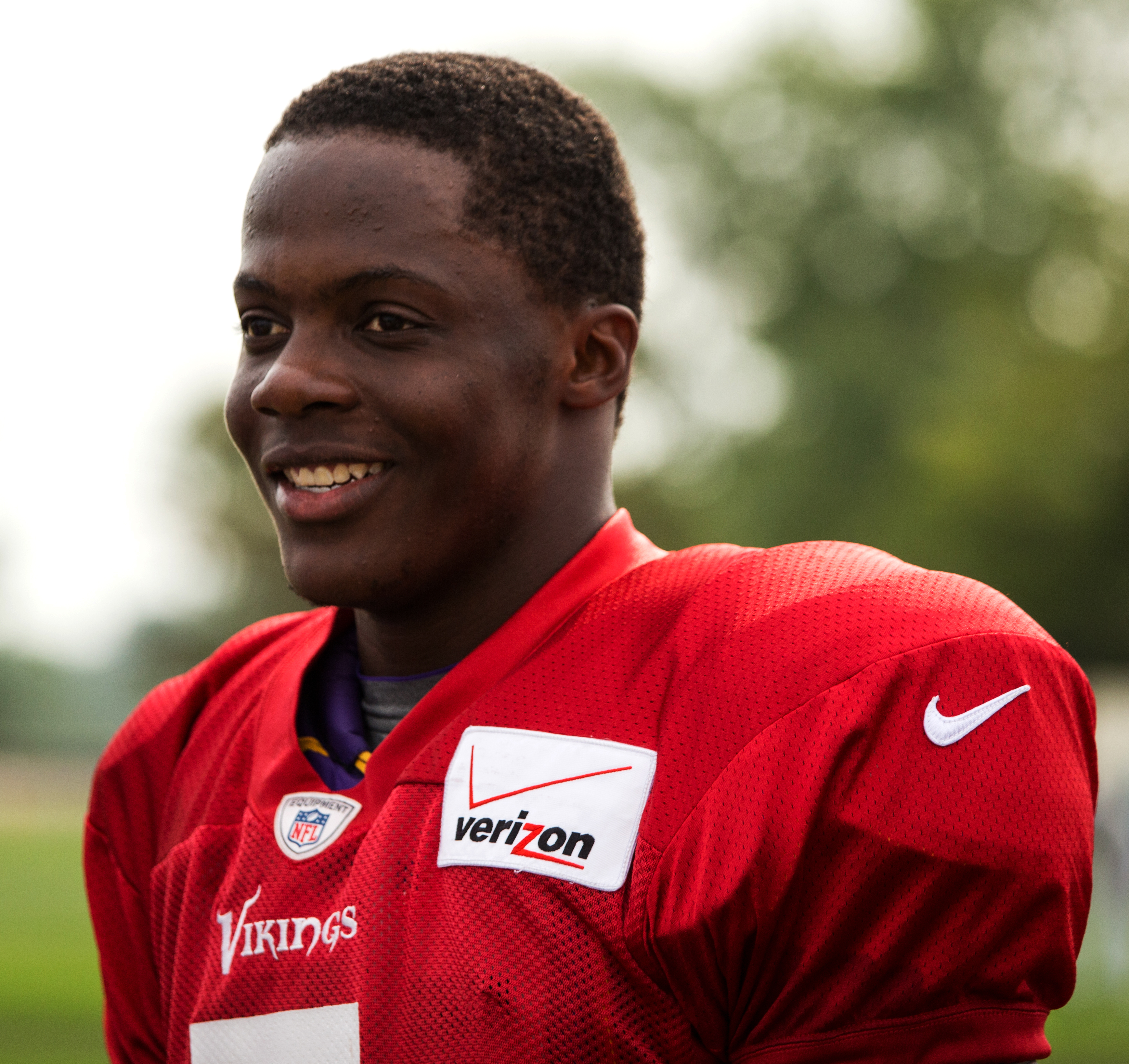
Teddy Bridgewater, vincitore del 2014.

Vincitore della stagione regolare 2014
| Giocatore         | Ruolo       | Squadra           |
| ----------------- | ----------- | ----------------- |
| Teddy Bridgewater | Quarterback | Minnesota Vikings |

## 2013
Vincitori settimanali
| Settimana | Giocatore        | Ruolo            | Squadra             |
| --------- | ---------------- | ---------------- | ------------------- |
| 1         | Caleb Sturgis    | Placekicker      | Miami Dolphins      |
| 2         | EJ Manuel        | Quarterback      | Buffalo Bills       |
| 3         | Giovani Bernard  | Running back     | Cincinnati Bengals  |
| 4         | Kiko Alonso      | Linebacker       | Buffalo Bills       |
| 5         | Geno Smith       | Quarterback      | New York Jets       |
| 6         | Keenan Allen     | Wide receiver    | San Diego Chargers  |
| 7         | D.J. Fluker      | Offensive tackle | San Diego Chargers  |
| 8         | Sio Moore        | Linebacker       | Oakland Raiders     |
| 9         | Eddie Lacy       | Running back     | Green Bay Packers   |
| 10        | Tavon Austin     | Wide receiver    | St. Louis Rams      |
| 11        | Matt McGloin     | Quarterback      | Oakland Raiders     |
| 12        | Keenan Allen (2) | Wide receiver    | San Diego Chargers  |
| 13        | Zach Ertz        | Tight end        | Philadelphia Eagles |
| 14        | Marlon Brown     | Wide receiver    | Baltimore Ravens    |
| 15        | Keenan Allen (3) | Wide receiver    | San Diego Chargers  |
| 16        | Le'Veon Bell     | Running back     | Pittsburgh Steelers |
| 17        | Keenan Allen (4) | Wide receiver    | San Diego Chargers  |

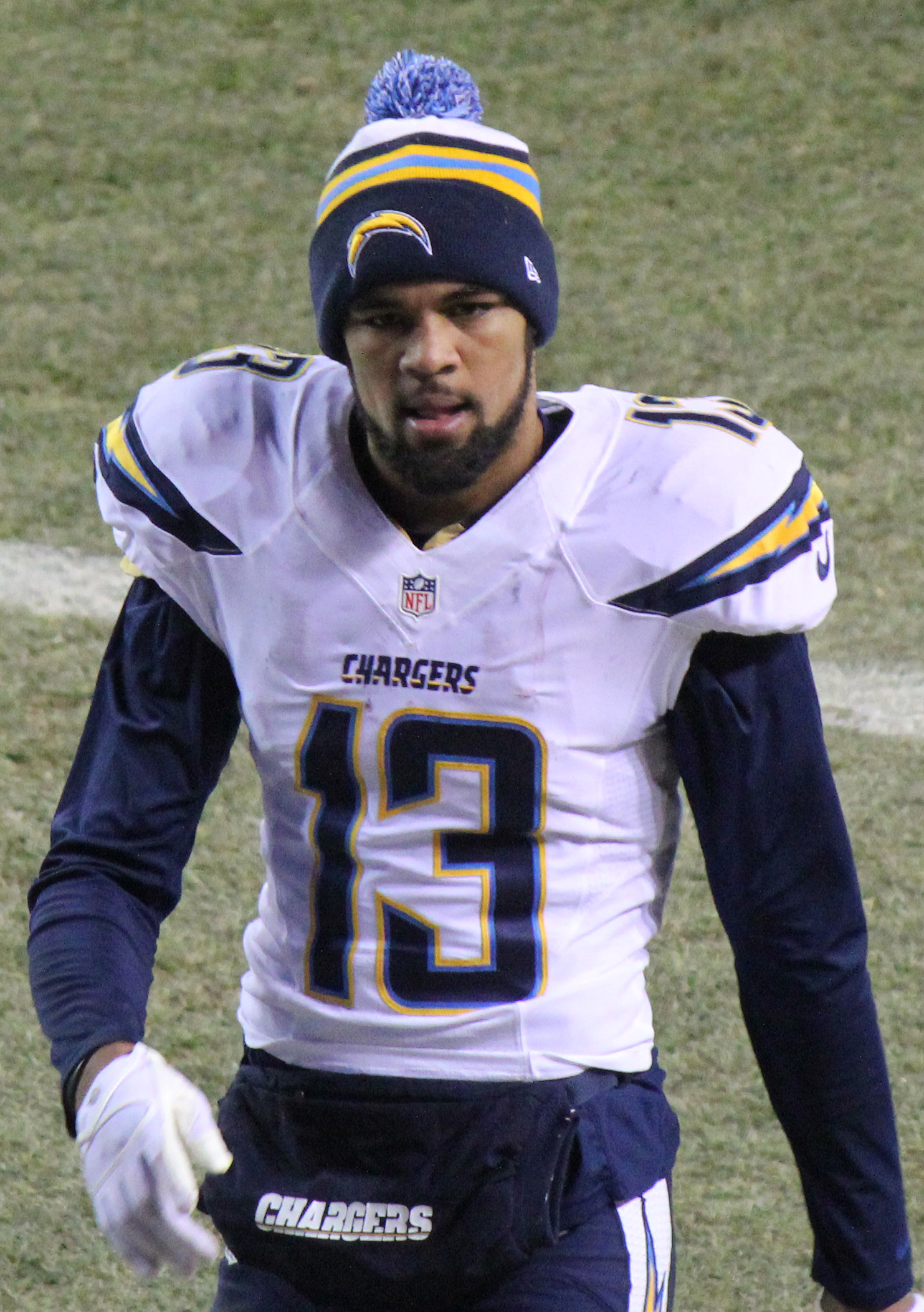
Keenan Allen, vincitore del 2013.

Vincitore della stagione regolare 2013
| Giocatore    | Ruolo         | Squadra            |
| ------------ | ------------- | ------------------ |
| Keenan Allen | Wide receiver | San Diego Chargers |

## 2012
Vincitori settimanali
| Settimana | Giocatore              | Ruolo        | Squadra              |
| --------- | ---------------------- | ------------ | -------------------- |
| 1         | Robert Griffin III     | Quarterback  | Washington Redskins  |
| 2         | Trent Richardson       | Runningback  | Cleveland Browns     |
| 3         | Andrew Luck            | Quarterback  | Indianapolis Colts   |
| 4         | Robert Griffin III (2) | Quarterback  | Washington Redskins  |
| 5         | Andrew Luck (2)        | Quarterback  | Indianapolis Colts   |
| 6         | Robert Griffin III (3) | Quarterback  | Washington Redskins  |
| 7         | Alfred Morris          | Running back | Washington Redskins  |
| 8         | Andrew Luck (3)        | Quarterback  | Indianapolis Colts   |
| 9         | Doug Martin            | Running back | Tampa Bay Buccaneers |
| 10        | Russell Wilson         | Quarterback  | Seattle Seahawks     |
| 11        | Robert Griffin III (4) | Quarterback  | Washington Redskins  |
| 12        | Robert Griffin III (5) | Quarterback  | Washington Redskins  |
| 13        | Robert Griffin III (6) | Quarterback  | Washington Redskins  |
| 14        | Alfred Morris (2)      | Running back | Washington Redskins  |
| 15        | Kirk Cousins           | Quarterback  | Washington Redskins  |
| 16        | Robert Griffin III (7) | Quarterback  | Washington Redskins  |
| 17        | Alfred Morris (3)      | Running back | Washington Redskins  |

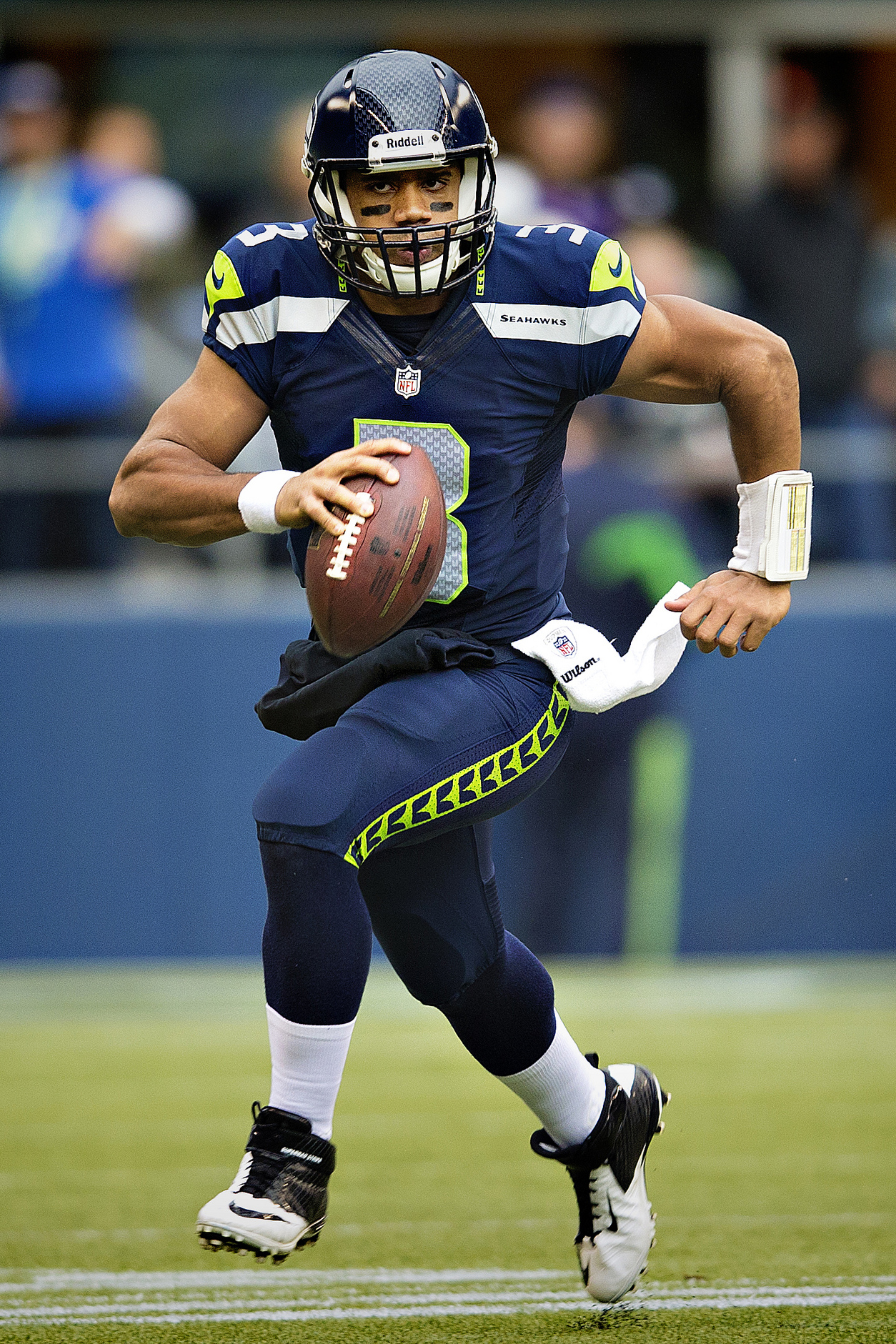
Russell Wilson, vincitore della stagione 2012

Vincitore della stagione regolare 2012
| Giocatore      | Ruolo       | Squadra          |
| -------------- | ----------- | ---------------- |
| Russell Wilson | Quarterback | Seattle Seahawks |

## 2011
Vincitori settimanali
| Settimana | Giocatore          | Ruolo                         | Squadra              |
| --------- | ------------------ | ----------------------------- | -------------------- |
| 1         | Randall Cobb       | Wide receiver e kick returner | Green Bay Packers    |
| 2         | Denarius Moore     | Wide receiver                 | Oakland Raiders      |
| 3         | Stefen Wisniewski  | Tackle                        | Oakland Raiders      |
| 4         | Cam Newton         | Quarterback                   | Carolina Panthers    |
| 5         | Aldon Smith        | Linebacker                    | San Francisco 49ers  |
| 6         | Aldon Smith (2)    | Linebacker                    | San Francisco 49ers  |
| 7         | DeMarco Murray     | Running back                  | Dallas Cowboys       |
| 8         | Marcell Dareus     | Defensive end                 | Buffalo Bills        |
| 9         | Andy Dalton        | Quarterback                   | Cincinnati Bengals   |
| 10        | Denarius Moore (2) | Wide receiver                 | Oakland Raiders      |
| 11        | Torrey Smith       | Wide receiver                 | Baltimore Ravens     |
| 12        | Andy Dalton (2)    | Quarterback                   | Cincinnati Bengals   |
| 13        | Colin McCarthy     | Linebacker                    | Tennessee Titans     |
| 14        | T.J. Yates         | Quarterback                   | Houston Texans       |
| 15        | Cam Newton (2)     | Quarterback                   | Carolina Panthers    |
| 16        | Cam Newton (3)     | Quarterback                   | Carolina Panthers    |
| 17        | Sterling Moore     | Free safety                   | New England Patriots |

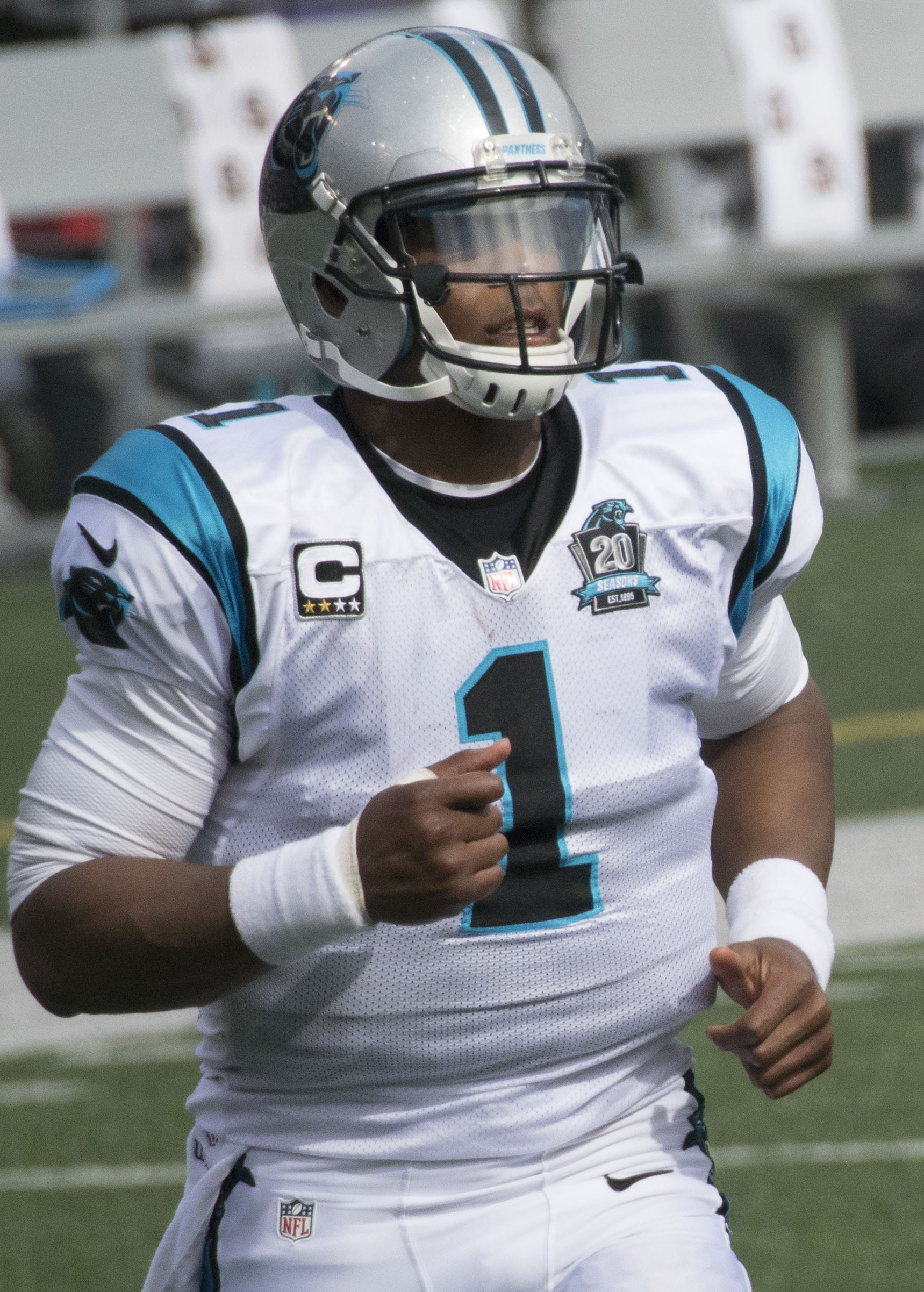
Cam Newton, vincitore della stagione 2011

Vincitore della stagione regolare 2011
| Giocatore  | Ruolo       | Squadra           |
| ---------- | ----------- | ----------------- |
| Cam Newton | Quarterback | Carolina Panthers |

## 2010
Vincitori settimanali
| Settimana | Giocatore            | Ruolo                         | Squadra              |
| --------- | -------------------- | ----------------------------- | -------------------- |
| 1         | Dexter McCluster (1) | Wide receiver e punt returner | Kansas City Chiefs   |
| 2         | Jahvid Best (1)      | Running back                  | Detroit Lions        |
| 3         | Tony Moeaki (1)      | Tight end                     | Kansas City Chiefs   |
| 4         | Sam Bradford (1)     | Quarterback                   | St. Louis Rams       |
| 5         | Max Hall (1)         | Quarterback                   | Arizona Cardinals    |
| 6         | Chris Ivory (1)      | Running back                  | New Orleans Saints   |
| 7         | Dez Bryant (1)       | Wide receiver                 | Dallas Cowboys       |
| 8         | Ndamukong Suh (1)    | Defensive tackle              | Detroit Lions        |
| 9         | Jacoby Ford (1)      | Wide receiver e kick returner | Oakland Raiders      |
| 10        | Tim Tebow (1)        | Quarterback                   | Denver Broncos       |
| 11        | Bryan McCann (1)     | Punt returner                 | Dallas Cowboys       |
| 12        | Sam Bradford (2)     | Quarterback                   | St. Louis Rams       |
| 13        | Sean Lee (1)         | Linebacker                    | Dallas Cowboys       |
| 14        | Rob Gronkowski (1)   | Tight end                     | New England Patriots |
| 15        | Aaron Hernandez (1)  | Tight end                     | New England Patriots |
| 16        | Tim Tebow (2)        | Quarterback                   | Denver Broncos       |
| 17        | Rob Gronkowski (2)   | Tight end                     | New England Patriots |

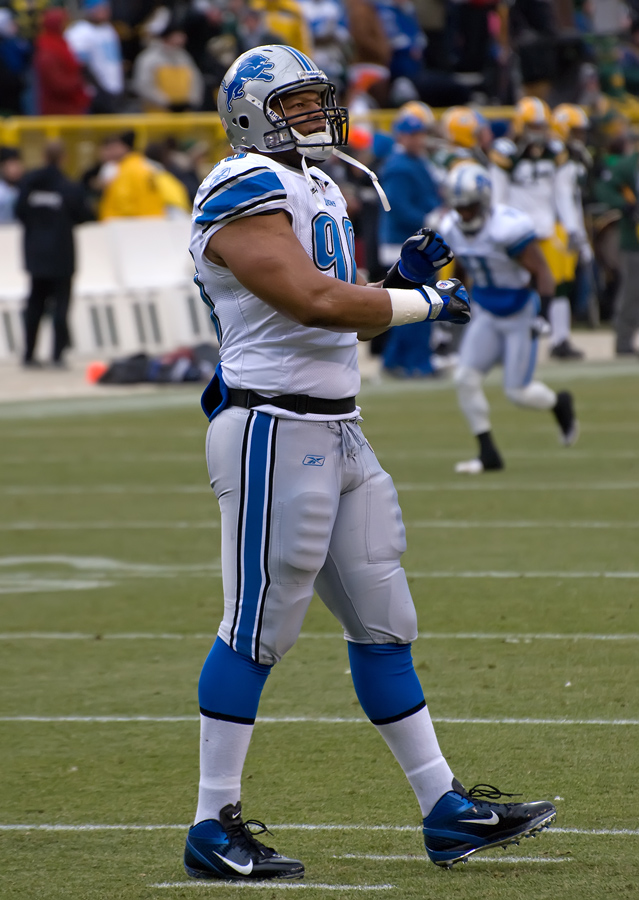
Ndamukong Suh, vincitore della stagione 2010

Vincitore della stagione regolare 2010
| Giocatore     | Ruolo            | Squadra       |
| ------------- | ---------------- | ------------- |
| Ndamukong Suh | defensive tackle | Detroit Lions |

## 2009
Vincitori settimanali
| Settimana | Giocatore            | Ruolo         | Squadra             |
| --------- | -------------------- | ------------- | ------------------- |
| 1         | Mark Sanchez (1)     | quarterback   | New York Jets       |
| 2         | Mark Sanchez (2)     | quarterback   | New York Jets       |
| 3         | Mark Sanchez (3)     | quarterback   | New York Jets       |
| 4         | Knowshon Moreno (1)  | running back  | Denver Broncos      |
| 5         | Knowshon Moreno (2)  | running back  | Denver Broncos      |
| 6         | Clay Matthews (1)    | linebacker    | Green Bay Packers   |
| 7         | Percy Harvin (1)     | wide receiver | Minnesota Vikings   |
| 8         | Percy Harvin (2)     | wide receiver | Minnesota Vikings   |
| 9         | Mike Wallace (1)     | wide receiver | Pittsburgh Steelers |
| 10        | Clay Matthews (2)    | linebacker    | Green Bay Packers   |
| 11        | Matthew Stafford (1) | quarterback   | Detroit Lions       |
| 12        | Knowshon Moreno (3)  | running back  | Denver Broncos      |
| 13        | Knowshon Moreno (4)  | running back  | Denver Broncos      |
| 14        | Brian Orakpo (1)     | linebacker    | Washington Redskins |
| 15        | Mike Wallace (2)     | wide receiver | Pittsburgh Steelers |
| 16        | Jeremy Maclin (1)    | wide receiver | Philadelphia Eagles |
| 17        | Mike Wallace (3)     | wide receiver | Pittsburgh Steelers |

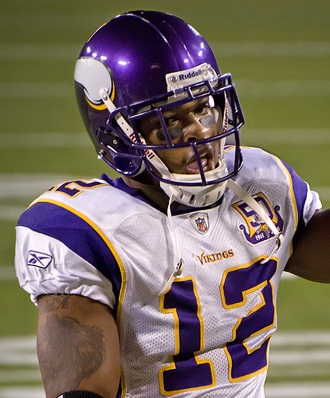
Percy Harvin, vincitore della stagione 2009

Vincitore della stagione regolare 2009
| Giocatore    | Ruolo         | Squadra           |
| ------------ | ------------- | ----------------- |
| Percy Harvin | wide receiver | Minnesota Vikings |

## 2008
Vincitori settimanali
| Settimana | Giocatore          | Ruolo                  | Squadra             |
| --------- | ------------------ | ---------------------- | ------------------- |
| 1         | Eddie Royal (1)    | wide receiver          | Denver Broncos      |
| 2         | Felix Jones (1)    | running back           | Dallas Cowboys      |
| 3         | Felix Jones (2)    | running back           | Dallas Cowboys      |
| 4         | Chris Horton (1)   | safety                 | Washington Redskins |
| 5         | Felix Jones (3)    | running back           | Dallas Cowboys      |
| 6         | Matt Ryan (1)      | quarterback            | Atlanta Falcons     |
| 7         | Chris Johnson (1)  | running back           | Tennessee Titans    |
| 8         | Joe Flacco (1)     | quarterback            | Baltimore Ravens    |
| 9         | Chris Johnson (2)  | running back           | Tennessee Titans    |
| 10        | Eddie Royal (2)    | wide receiver          | Denver Broncos      |
| 11        | Spencer Larsen (1) | full back e linebacker | Denver Broncos      |
| 12        | Matt Forté (1)     | running back           | Chicago Bears       |
| 13        | Peyton Hillis (1)  | full back              | Denver Broncos      |
| 14        | Ryan Clady (1)     | tackle                 | Denver Broncos      |
| 15        | Matt Ryan (2)      | quarterback            | Atlanta Falcons     |
| 16        | Matt Ryan (3)      | quarterback            | Atlanta Falcons     |
| 17        | Joe Flacco (2)     | quarterback            | Baltimore Ravens    |

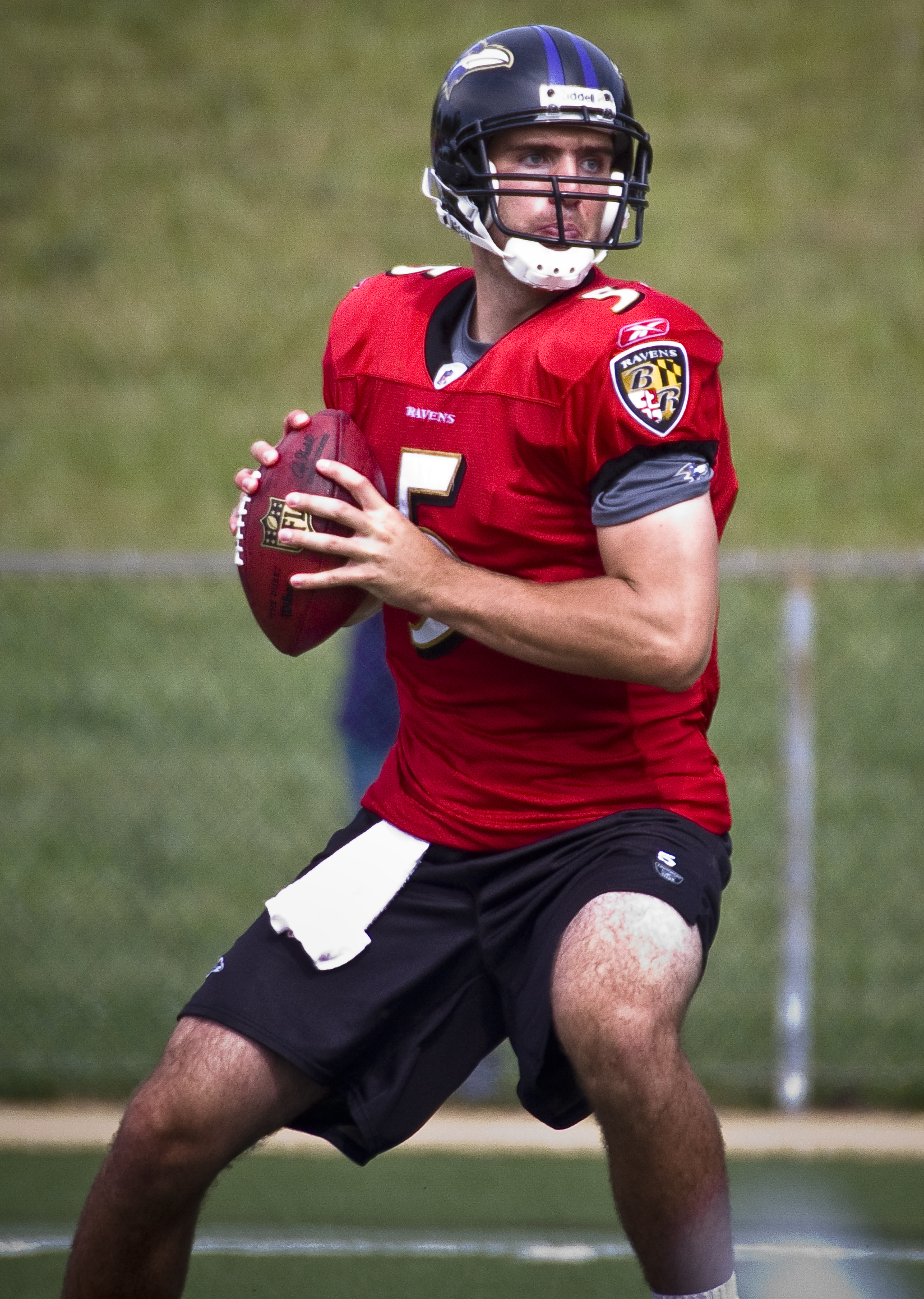
Joe Flacco, vincitore della stagione 2008

Vincitore della stagione regolare 2008
| Giocatore  | Ruolo       | Squadra          |
| ---------- | ----------- | ---------------- |
| Joe Flacco | quarterback | Baltimore Ravens |

## 2007

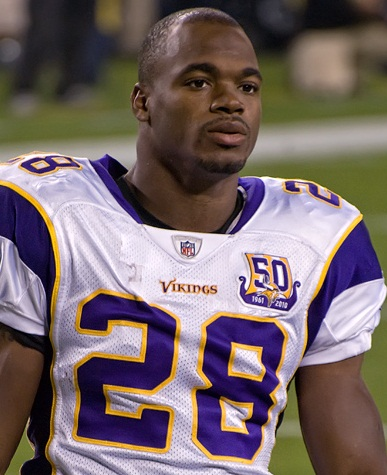
Adrian Peterson, vincitore della stagione 2007

Vincitore della stagione regolare 2007
| Giocatore       | Ruolo        | Squadra           |
| --------------- | ------------ | ----------------- |
| Adrian Peterson | running back | Minnesota Vikings |

## 2006
Vincitore della stagione regolare 2006
| Giocatore   | Ruolo       | Squadra          |
| ----------- | ----------- | ---------------- |
| Vince Young | quarterback | Tennessee Titans |

## 2005
Vincitore della stagione regolare 2005
| Giocatore        | Ruolo        | Squadra              |
| ---------------- | ------------ | -------------------- |
| Carnell Williams | running back | Tampa Bay Buccaneers |

## 2004
Vincitore della stagione regolare 2004
| Giocatore          | Ruolo       | Squadra             |
| ------------------ | ----------- | ------------------- |
| Ben Roethlisberger | quarterback | Pittsburgh Steelers |

## 2003
Vincitore della stagione regolare 2003
| Giocatore      | Ruolo        | Squadra        |
| -------------- | ------------ | -------------- |
| Domanick Davis | running back | Houston Texans |

## 2002
Vincitore della stagione regolare 2002
| Giocatore      | Ruolo     | Squadra         |
| -------------- | --------- | --------------- |
| Jeremy Shockey | tight end | New York Giants |